# Xeritha plaumanni
Xeritha plaumanni är en tvåvingeart som beskrevs av Elisabeth K. Stuckenberg 1966. Xeritha plaumanni ingår i släktet Xeritha och familjen snäppflugor. Inga underarter finns listade i Catalogue of Life.